# Kot europejski krótkowłosy
Kot europejski krótkowłosy (zwany niekiedy również kotem celtyckim) – naturalna, stosunkowo niedawno uznana rasa kota. Uznanie rasy nastąpiło ze względu na konieczność ochrony pierwotnych genów kotów występujących od wieków na terenie Europy.

## Historia
W 1982 r. rasa została uznana przez Fédération Internationale Féline. Jest spotykany w całej Europie. Europejski krótkowłosy ma swoich odpowiedników w Wielkiej Brytanii i USA, które były hodowane o wiele dłużej. Jednak wygląd brytyjskiego krótkowłosego został ukształtowany na skutek krzyżowań z kotami perskimi. Kot amerykański krótkowłosy już bardziej przypomina „Europejczyka”, choć większość sprzedawanych kotów tej rasy ma bardzo efektowne srebrne futerko we wzorze tabby.

## Opis rasy
Europejski kot krótkowłosy w porównaniu z innymi rasami ma ciało o rozmiarach od średnich do dużych, kończyny mogą mieć różną długość, mocne, z okrągłymi łapami, ogon u nasady gruby, cieniejący ku zaokrąglonemu końcowi. Głowa dłuższa niż szeroka, lecz zdarzają się koty z bardziej okrągławą. Uszy średniej wielkości, lekko zaokrąglone u góry. Oczy okrągłe, ustawione lekko skośnie, rozwarte, o różnych kolorach – od ciemnoniebieskiego,  do intensywnego zielonego. Dorosły samiec waży 4 kg, a samica 3,5 kg. Długość to około 45–50 cm + 25–30 cm ogona. Ma wiele odmian barwnych.
Za najbardziej pierwotne ubarwienie kota europejskiego uznaje się „pręgowanie”, występujące w trzech wariantach (cętkowany, tygrysi oraz marmurkowy). Wzór marmurkowy był najprawdopodobniej wzorem wyjściowym dla pozostałych wariantów. Często są spotykane również czarne. 
Rasa nie jest narażona na choroby.